# Пахомовське сільське поселення
Пахо́мовське сільське поселення (рос. Пахомовское сельское поселение) — муніципальне утворення у складі Ішимського району Тюменської області, Росія.
Адміністративний центр — селище Плодопитомник.

## Історія
До 2004 року центром сільради був присілок Пахомова.

## Населення
Населення — 2420 осіб (2020; 2460 у 2018, 2422 у 2010, 2570 у 2002).

## Склад
До складу поселення входять такі населені пункти:
| Населений пункт       | Населення, осіб (2002) | Населення, осіб (2010) |
| --------------------- | ---------------------- | ---------------------- |
| Бикова, присілок      | 321                    | 277                    |
| Ваньковка, присілок   | 648                    | 659                    |
| Пахомова, село        | 538                    | 538                    |
| Плодопитомник, селище | 987                    | 833                    |
| Сорочкина, присілок   | 76                     | 115                    |